# Srđan Radonjić
Srđan Radonjić (8 de maio de 1981) é um futebolista profissional montenegrino que atua como atacante.

## Carreira
Srđan Radonjić representou a Seleção Servo-Montenegrina de Futebol nas Olimpíadas de 2004.